# Camillina chiapa
Espèce
Camillina chiapa est une espèce d'araignées aranéomorphes de la famille des Gnaphosidae.

## Distribution
Cette espèce est endémique du Chiapas au Mexique,. Elle se rencontre dans les îles Bimini.

## Description
Le mâle holotype mesure 3,74 mm.

## Étymologie
Son nom d'espèce lui a été donné en référence au lieu de sa découverte, Chiapa.

## Publication originale
- Platnick & Shadab, 1982 : A revision of the American spiders of the genus Camillina (Araneae, Gnaphosidae). American Museum novitates, no 2748, p. 1-38 (texte intégral).